# Grevillea excelsior
Espèce
Classification phylogénétique
Grevillea excelsior est une espèce d'arbuste de la famille des Proteaceae endémique dans le sud-ouest de l'Australie-Occidentale.
Il peut mesurer de 2 à 8 mètres de hauteur et produit des fleurs jaunes ou orange entre janvier et juillet (du milieu de l'été au milieu de l'hiver) dans son aire naturelle. Les feuilles simples ou composées font de 5 à 30 cm de longueur.
L'espèce a été décrite pour la première fois par le botaniste Ludwig Diels en 1904.